# Ufťuga (přítok Severní Dviny)
Ufťuga (rusky Уфтюга) je řeka ve Archangelské oblasti s prameny v Archangelské oblasti v Rusku. Je 134 km dlouhá. Povodí má rozlohu 2360 km².

## Průběh toku
Ústí zprava do Severní Dviny (úmoří Bílého moře).

## Vodní stav
Zdrojem vody jsou především sněhové srážky. Průměrný průtok vody ve vzdálenosti 55 km od ústí činí 37,5 m³/s. Zamrzá ve druhé polovině října až v listopadu a rozmrzá na konci dubna až v první polovině května.

## Využití
Využívá se k plavení dřeva.